# Olatay (ort i Kina, Xinjiang Uygur Zizhiqu, Kumul Diqu, lat 42,90, long 94,47)
Olatay (kinesiska: 乌拉台哈萨克民族乡) är en ort i Kina. Den ligger i prefekturen Kumul Diqu och den autonoma regionen Xinjiang, i den nordvästra delen av landet, omkring 570 kilometer öster om regionhuvudstaden Ürümqi. Antalet invånare är 810. Befolkningen består av 404 kvinnor och 406 män. Barn under 15 år utgör 23,0 %, vuxna 15-64 år 71 %, och äldre över 65 år 4,0 %.
Runt Olatay är det mycket glesbefolkat, med 5 invånare per kvadratkilometer. Det finns inga andra samhällen i närheten. Trakten runt Olatay består i huvudsak av gräsmarker.
Genomsnittlig årsnederbörd är 73 millimeter. Den regnigaste månaden är juni, med i genomsnitt 28 mm nederbörd, och den torraste är mars, med 1 mm nederbörd.